# IRTEX
IRTEX (Ingénierie et Réalisation de Transports Exceptionnels) était un consortium composé de 6 entreprises de transport et constructeurs de camions spéciaux : SCTT en France, Translast en Allemagne, Rigging International aux États-Unis, Sainert, TMU et DRIVE (Diseño, Realizacion e Ingenieria de Vehiculos Especiales) en Espagne.
Des camions similaires ont été construits, en petit nombre, par Ponticelli en France, TMU et DRIVE en Espagne.

## Historique
L'histoire commence avec le constructeur français de camions standard et exceptionnels hors gabarit Willème, créé en 1919 à Nanterre par Louis Willème. Il débute par la vente de pièces détachées et le reconditionnement des Liberty Truck de l'armée américaine, abandonnés sur le territoire français après la Première Guerre mondiale. À partir de 1930, il commence à construire ses propres modèles équipés de ses propres moteurs. L'entreprise se spécialise ensuite dans la production de tracteurs routiers spéciaux pour charges lourdes.
En 1950, les établissements Willème emploient 1 240 personnes qui produisent environ 70 camions par mois. Ces véhicules sont destinés au marché intérieur, mais un tiers est exporté au Mexique, Tchécoslovaquie et Iran. Mais la concurrence est vive, surtout à l'exportation. Dans les années qui suivent, à la suite d'une forte baisse des commandes Willème ne va produire que 25 véhicules par mois et trois cents ouvriers sont licenciés. Pour essayer de redresser la situation, il faut innover et fait appel à Faget-Varnier pour créer une nouvelle cabine, la fameuse cabine à « nez de requin ». La production progresse légèrement passant de 316 unités en 1954 à 426 en 1955 et 495 en 1957. En 1958, Louis Willème meurt, son fils Pierre, et les fils des associés, Jean Schorestène et Robert Klotz, prennent la direction de l'entreprise.
Très vite, ils se mettent à la recherche d'un partenaire solide car le volume des ventes n'est pas suffisant pour continuer à faire vivre l'entreprise. Les capitaux manquent pour étudier une nouvelle génération de moteurs. Un premier accord est passé avec UNIC en 1961 mais il ne dure que dix-huit mois, les clients des deux marques n'ont pas été séduits par les véhicules issus de leur coopération.
Willème se tourne vers AEC, prestigieuse firme britannique et BMC British Motor Corporation avec qui des contrats de coopération sont signés en juin 1962. Deux nouveaux modèles voient le jour en 1963, les « Willlème-BMC », camions légers de 1,5 à 7 tonnes ce charge utile et les Willème-AEC de 16 à 35 tonnes. L'opération est un échec car le moteur AEC manque de puissance et les « BMC » ont une fiabilité médiocre. Mais une clause du contrat avec BMC oblige Willème à produire les camions même s'ils ne trouvent pas preneur. La situation financière devient catastrophique. La production annuelle tombe à 150 unités et l'effectif salarié passe de 600 à 150.
Les ateliers Willème de Nanterre, devenus beaucoup trop grands et coûteux sont transférés à Suresnes, dans des locaux partagés avec Velam. En 1970, les créanciers réclament la liquidation de l'entreprise. Après avoir déposé le bilan, la société est reprise en 1971, par le groupe PRP (Perez & Raimond. Paris), importateur français des moteurs américains Detroit Diesel. L'entreprise se concentre uniquement sur la production de véhicules lourds tout en conservant la marque Willème. En 1972, une nouvelle gamme voit le jour, la série TG destinée à tracter des convois exceptionnels. Le TG.300 est un géant, prévu pour tracter jusqu'à 1 000 tonnes. Le marché étant très réduit et les transports exceptionnels pas légion en France, dès 1978 PRP connait des difficultés financières puis dépose son bilan. En 1982, c'est le constructeur belge MOL qui rachète les droits et licences des camions Willème. Il poursuivra la fabrication en conservant la marque Willème puis, les commercialisera sous les marques TMU et DRIVE.
C'est à partir de 1980 que le groupement IRTEX - Ingénierie et Réalisation de Transports Exceptionnels s'est constitué. IRTEX était un consortium composé de 6 transitaires ou constructeurs de camions lourds pour convois exceptionnels et spéciaux : SCTT en France, Translast en Allemagne, Rigging International aux États-Unis, Sainert, TMU et DRIVE en Espagne. Des camions similaires aux Willème TG300 ont été construits, en petite quantité, aussi par Ponticelli en France, TMU et DRIVE en Espagne
Quelques exemplaires de camions super lourds avec lest dérivés du TG300 ont continué à être fabriqués sur ces mêmes bases jusqu'en 1988. Les anciennes cabines "Horizon" ont été abandonnées et MOL a utilisé un dérivé de la cabine du DAF 2800

### Gamme TG
La série Willème TG a été déclinée en plusieurs versions : TG100, TG150 et TG200 lancés en 1972, TG250 dont seuls 4 exemplaires 8x8 ont été fabriqués en 1972 et le TG300 8x8 avec 12 exemplaires fabriqués entre 1973 & 78. Ces camions, fabriqués sur commande, ont été tout spécialement conçus selon les besoins de l'utilisateur pour le transport de charges très lourdes pouvant aller jusqu’à 1 000 tonnes pour le TG 300. De type cabine avancée, la cabine profonde permet tout de même d'accueillir une couchette mais le confort est minimal voire inexistant selon les témoignages de l'époque. Sur les 12 exemplaires fabriqués deux sont allés à Radom, en Pologne, les 10 autres en Chine..
La boite de vitesse Clarks qui équipe le TG250 pèse 8 tonnes. Toute réparation se fait uniquement aux États-Unis. La boite est semi-automatique avec une position avec entraînement des vitesses avec verrouillage, en cas d’oubli de déverrouillage de la vitesse, si le moteur cale, il faut attendre des jours pour redémarrer, le temps que la pression d’huile retombe.
Le constructeur belge MOL a poursuivi la production des pièces détachées du TG300 pour la Chine jusqu'en 1988.